# Mambrú se fue a la guerra (película)
Mambrú se fue a la guerra es una película española de 1986 dirigida por Fernando Fernán Gómez y protagonizada por él mismo y María Asquerino, Agustín González, Emma Cohen, Nuria Gallardo, Jorge Sanz, Carlos Cabezas y María Luisa Ponte, entre otros.
A pesar de que el título está inspirado en una famosa canción francesa (dedicada a John Churchill, 1.er duque de Marlborough con motivo de su participación en la guerra de sucesión española), la película se basa en la ocultación de un republicano durante la dictadura franquista y principalmente su vida a partir de la muerte de Franco, junto a su familia, a partir de lo cual se les abre toda una perspectiva del mundo distinta.

## Trama
La muerte de Franco marca un antes y un después en una familia, principalmente por el descubrimiento de que su padre, al que creían muerto durante la guerra civil, estaba oculto y sigue vivo...

## Reparto
| Actor                 | Personaje     |
| --------------------- | ------------- |
| Fernando Fernán-Gómez | Emiliano      |
| María Asquerino       | Florentina    |
| Agustín González      | Hilario       |
| Emma Cohen            | Encarna       |
| Nuria Gallardo        | Juanita       |
| Jorge Sanz            | Manolín       |
| Carlos Cabezas        | Rafael        |
| Alfonso del Real      | Alcalde       |
| Francisco Vidal       | Cura          |
| Tony Valento          | Viajante      |
| José Segura           | Guardia Civil |
| Francisco Casares     | Sargento      |
| Mimi Muñoz            | Beata         |
| Raúl Fraire           |               |
| José María Resel      |               |
| Paco Torres           |               |
| Rafael Conexa         | Médium        |
| Antonio Chamorro      | Ramón         |
| Bruno Vella           | Sobrino       |
| José Luis Aguirre     |               |
| Angela Rosal          | Enfermera     |
| Julia Lorente         | Beata         |
| Antonio Manso         | Auxiliar      |
| José Ramón Pardo      | Empleado      |
| Mari Carmen Alvarado  |               |
| María Luisa Ponte     | Doña Ramona   |
| Juan Polanco          |               |

## Premios y candidaturas
1.ª edición de los Premios Goya
| Categoría                | Persona               | Resultado |
| ------------------------ | --------------------- | --------- |
| Mejor actor protagonista | Fernando Fernán Gómez | Ganador   |
| Mejor actor de reparto   | Agustín González      | Nominado  |
| Mejor guion              | Pedro Beltrán         | Nominado  |

Fotogramas de Plata
| Categoría           | Persona               | Resultado |
| ------------------- | --------------------- | --------- |
| Mejor actor de cine | Fernando Fernán Gómez | Ganador   |
| Mejor actor de cine | Jorge Sanz            | Nominado  |